# I Want You (She's So Heavy)
I Want You (She's So Heavy) è un brano musicale dei Beatles, incluso nel loro album Abbey Road del 1969. È stata scritta dal solo John Lennon, ma venne accreditata come da consuetudine alla coppia compositiva Lennon-McCartney.

## Descrizione
Si tratta di un brano singolare all'interno del repertorio dei Beatles per molteplici ragioni, in primis la canzone dura quasi otto minuti, un tempo insolitamente lungo in confronto ai tre minuti standard; il testo è molto scarso, essendo composto solamente da quattordici parole; la composizione musicale consta di vari accordi di chitarra della durata di tre minuti, ripetuti (un arpeggio simile era già stato suonato in Because e nella canzone di McCartney Oh! Darling) e con un forte accento hard rock definito da alcuni quasi anticipatore dell'heavy metal; la canzone si conclude improvvisamente, come se il nastro si interrompesse.
È una delle ultime canzoni che i Beatles hanno registrato in gruppo, il 20 agosto 1969.

### Composizione
Lennon scrisse la canzone come un'incondizionata dichiarazione d'amore nei confronti di Yōko Ono, dalla quale sembra essere letteralmente ossessionato. Di questa composizione di John ispirata alla sua divorante passione nei confronti della donna, un recensore ebbe a dire che era "noiosa". Lennon rispose:
(John Lennon)
Anche Robbie Robertson dei The Band si dimostrò poco entusiasta della traccia, e la definì "rumorosa merdaccia". Invece i Beatles erano di parere contrario, e la canzone piaceva molto a tutti e quattro, ma soprattutto a George Harrison, che passò molte ore in studio a perfezionare la sua parte di chitarra insieme a Lennon, e a proposito di I Want You (She's So Heavy) disse:
(George Harrison)
Il brano inizia con un tempo in 6/8, un arpeggio di chitarra in Re minore, sviluppandosi fino ad una cadenza in La. Basso e chitarra ascendono e discendono con un riff derivato dalla scala minore di Re. Alla dissolvenza dell'ultimo accordo parte un verso in 4/4 su scala di blues con le parole di Lennon «I Want You / I Want You So Bad... ». Dopo vari passaggi arriva la brusca conclusione improvvisa.

### Registrazione
La canzone venne provata diverse volte durante le Get Back/Let It Be Sessions; la traccia base e la parte cantata da John furono registrare ai Trident Studios il 22 febbraio 1969. In tale data, i Beatles registrarono ben trentacinque take della base ritmica (ispirata a Coming Home Baby di Mel Tormé del 1963). Secondo lo studioso Mark Lewisohn, tra questi molteplici provini esisterebbe anche una take di prova della canzone con Paul McCartney alla voce solista, ma altri hanno ipotizzato che possa trattarsi di un falso. John e George sovrapposero le registrazioni di chitarra il 18 aprile, e Billy Preston quelle di tastiera e batteria il 20 aprile. I Want You è stata integrata dalle parole (She's So Heavy) l'11 agosto, e di conseguenza il titolo divenne I Want You (She's So Heavy).
Tre registrazioni del 22 febbraio vennero preparate per un master (seconda generazione), nel quale sono state inserite le registrazioni del 18 aprile (terza generazione), e poi di nuovo quelle del 18, del 20 aprile e dell'11 agosto. Nella traccia della seconda generazione dell'8 agosto erano state fatte diverse registrazioni. Il mix è di terza generazione per 4:37 (fino a "She's So") e poi la traccia di seconda generazione, che integrava rumore bianco e registrazioni aggiuntive di batteria aggiunte l'8 agosto. La sessione di registrazione di I Want You (She's So Heavy) è stata l'ultima nella quale i quattro Beatles hanno lavorato insieme in studio.
L'ultimo master durava più di 8 minuti, ma John decise di adottare un finale a sorpresa. Durante l'ultimo arpeggio di chitarre, batteria e rumore bianco, disse a Emerick di "tagliare ora" al minuto 7:44, causando un finale improvviso alla canzone (e al primo lato di Abbey Road). David Gates scrive della canzone: «L'ipnotico arpeggio di chitarra in I Want You (She's So Heavy) viene improvvisamente e arbitrariamente interrotto, catapultandoci nell'imbarazzante consapevolezza che ci siamo lasciati trasportare via da una semplice registrazione.»

## Formazione
The Beatles
- John Lennon – voce, accompagnamento vocale, chitarra multitraccia solista, sintetizzatore Moog
- George Harrison – accompagnamento vocale, chitarra multitraccia solista
- Paul McCartney – accompagnamento vocale, basso
- Ringo Starr – batteria, conga

Musicisti aggiuntivi
- Billy Preston – organo Hammond

## Cover
Numerosi artisti hanno reinterpretato I Want You (She's So Heavy) sia dal vivo che in studio, tra questi:
- Coroner nell'album Mental Vortex del 1991;
- Sarah Vaughan nell'album Songs of the Beatles del 1981, omettendo la frase «She's So Heavy» dal testo.
- Eric Gales Band nell'album Picture of a Thousand Faces del 1993.
- Eddie Hazel nel suo album solista di debutto Game, Dames and Guitar Thangs del 1977.
- George Benson nel disco The Other Side of Abbey Road del 1969.
- Booker T. & the M.G.'s realizzarono una versione strumentale del pezzo per il loro album McLemore Avenue del 1969.
- Alvin Lee nel 1994 sull'album Nineteen Ninety-Four, accompagnato alla chitarra slide da George Harrison.
- Type O Negative nel disco World Coming Down in medley con Day Tripper e If I Needed Someone.
- Beatallica nell'album Sgt. Hetfield's Motorbreath Pub Band, fusa con la canzone dei Metallica The Call of Ktulu per creare Ktulu (He's So Heavy).
- Joe Anderson, Dana Fuchs e TV Carpio, nella colonna sonora del film di Julie Taymor Across the Universe del 2007.
- The Flaming Lips, dal vivo nel 2011, in una versione da quindici minuti di durata.
- Halestorm nell'EP Reanimate: The Covers EP del 2011.
- The Last Shadow Puppets dal vivo in concerto a Liverpool nel 2008.
- John Legend dal vivo nell'album Live in Philadelphia (2008).
- Robyn Hitchcock nell'album tributo CD: Various Artists – Abbey Road Now! del 2009.

## Curiosità
- In Love, l'arpeggio di chitarra di tre minuti che conclude la canzone si intreccia con elementi di Being for the Benefit of Mr. Kite! e Helter Skelter fino alla conclusione.[6][7]